# Filthy Rich
Filthy Rich é uma série de televisão dramática americana criada por Tate Taylor para a Fox Broadcasting Company. É baseado na série da Nova Zelândia de mesmo nome. A série originalmente deveria estrear como uma entrada da primavera durante a temporada de televisão de 2019-20, mas acabou sendo adiada para o outono de 2020 após o surto da pandemia de COVID-19. Em outubro de 2020, a série foi cancelada depois de cinco episódios em sua primeira temporada. A série terminou no mês seguinte.

## Premissa
Descrita como um "drama familiar gótico em que riqueza, poder e religião colidem - com resultados escandalosamente ensaboados", a série se concentra em uma família mega rica do sul que ganhou dinheiro através de uma rede de televisão cristã com sede em Louisiana. A morte repentina do fundador da rede em um acidente de avião traz à tona mais três membros da família (seus filhos ilegítimos que foram escritos em seu testamento por ele ter casos com mulheres diferentes), todos querendo herdar o império por suas próprias razões.

## Elenco

### Principal
- Kim Cattrall como Margaret Monreaux
- Melia Kreiling como Ginger Sweets
- Steve Harris como Franklin Lee
- Aubrey Dollar como Rose Monreaux
- Corey Cott como Eric Monreaux
- Benjamin Levy Aguilar como Antonio Rivera
- Mark L. Young como Jason Conley / Mark
- Olivia Macklin como Becky Monreaux
- Aaron Lazar como Reverendo Paul Luke Thomas
- Gerald McRaney como Eugene Monreaux

### Recorrente
- Deneen Tyler como Norah Ellington
- Aqueela Zoll como Rachel
- Rachel York como Tina Sweet
- Cranston Johnson como Luke Taylor
- Annie Golden as Ellie
- Alanna Ubach como Yopi Candalaria
- Kenny Alfonso como Don Bouchard
- Carl Palmer como Townes Dockerty
- Thomas Francis Murphy como Hagamond Sheen
- Gia Carides como Veronica

### Convidado
- Juliette Lewis como Juliette
- John McConnell como Virgil Love
- Tina Lifford como Monique

## Episódios
| N.º | Título               | Dirigido por    | Escrito por                                                             | Exibição original      | Cód. de produção | Audiência nos EUA (milhões) |
| --- | -------------------- | --------------- | ----------------------------------------------------------------------- | ---------------------- | ---------------- | --------------------------- |
| 1   | "Pilot"              | Tate Taylor     | Roteiro por : Tate Taylor                                               | 21 de setembro de 2020 | 1BWJ01           | 3.03                        |
| 2   | "John 3:3"           | Tate Taylor     | Abe Sylvia                                                              | 28 de setembro de 2020 | 1BWJ02           | 2.14                        |
| 3   | "Psalm 25:3"         | Jann Turner     | Blair Singer                                                            | 5 de outubro de 2020   | 1BWJ03           | 1.63                        |
| 4   | "Romans 8:30"        | Tate Taylor     | Sheri Holman                                                            | 19 de outubro de 2020  | 1BWJ04           | 1.71                        |
| 5   | "Proverbs 20:6"      | Howie Deutch    | Gerald Cuesta e C.A. Johnson                                            | 26 de outubro de 2020  | 1BWJ05           | 1.39                        |
| 6   | "Hebrews 9:15"       | Tate Taylor     | Rhett Rossi e Nina Stiefel                                              | 2 de novembro de 2020  | 1BWJ06           | 1.10                        |
| 7   | "2 Corinthians 3:17" | Howie Deutch    | Bryan Goluboff                                                          | 9 de novembro de 2020  | 1BWJ07           | 1.19                        |
| 8   | "James 4:1"          | Christina Voros | Sheri Holman                                                            | 16 de novembro de 2020 | 1BWJ08           | 1.16                        |
| 9   | "Romans 12:21"       | Billie Woodruff | Gerald Cuesta e Blair Singer                                            | 23 de novembro de 2020 | 1BWJ09           | 1.20                        |
| 10  | "1 Corinthians 3:13" | Tate Taylor     | História por : Sheri Holman Roteiro por : Sheri Holman e Bryan Goluboff | 30 de novembro de 2020 | 1BWJ10           | 1.27                        |

## Produção

### Desenvolvimento
Em 19 de dezembro de 2018, foi anunciado que a Fox havia encomendado um piloto para uma adaptação de Filthy Rich lançada por Tate Taylor, que também atuou como produtor executivo. As empresas de produção envolvidas com o piloto incluíram Imagine Television Studios, Wyolah Films, Fox Entertainment e a 20th Television, de propriedade da Disney. Em 9 de maio de 2019, foi anunciado que a produção recebeu um pedido de série. Originalmente planejada para ir ao ar no outono de 2019, a série foi adiada para a primavera devido a conflitos de agenda envolvendo Taylor. O surto da pandemia de COVID-19 resultou no adiamento da estreia da série para o outono de 2020, a fim de reforçar a programação da rede. Em 30 de outubro de 2020, a Fox cancelou a série após uma temporada. Os episódios restantes continuaram a ser exibidos em seu horário regular, antes de serem concluídos em 30 de novembro de 2020.

### Seleção de elenco
Em fevereiro de 2019, foi anunciado que Kim Cattrall havia sido escalada para o papel principal do piloto, e depois outros, incluindo Aubrey Dollar, Benjamin Levy Aguilar, Corey Cott e Mark L. Young se juntaram ao piloto. Foi então anunciado em março de 2019 que Gerald McRaney havia se juntado ao elenco. Juntamente com o anúncio do pedido do piloto, em março de 2019, foi relatado que Steve Harris, Melia Kreiling, David Denman e Olivia Macklin se juntaram ao elenco. Em 11 de maio de 2019, foi relatado que Denman, que foi originalmente escalado para interpretar o protagonista masculino ao lado de Cattrall na série, havia saído e seu papel seria reescalado. Em 13 de setembro de 2019, Aaron Lazar foi escalado como o reverendo Paul Luke Thomas, substituindo Denman e Steven Pasquale.

## Lançamento
Em 13 de maio de 2019, a Fox lançou o primeiro trailer oficial da série, onde estreou em 21 de setembro de 2020.
No Canadá, a série estreou na CTV em 21 de setembro de 2020. Na Índia, a série estreou no Disney+ Hotstar em 22 de setembro de 2020.
Em territórios internacionais selecionados, a série estreou no Disney+ sob o hub de streaming dedicado Star como uma série original, a partir de 12 de março de 2021. Na América Latina, a série foi lançada exclusivamente no Star+.